# Looped - È sempre lunedì
Looped - È sempre lunedì (Looped) è una serie animata canadese prodotta da Neptoon Studios.

## Trama
Il cartone animato segue le vicende di Luc e Theo, due migliori amici dodicenni intrappolati in un loop temporale in cui ogni giorno è sempre lunedì. La vicenda è ambientata nella città di Port Doover.

## Personaggi e doppiatori

### Protagonisti
- Lucas Maxwell: è un dodicenne biondo piuttosto incosciente. Non sopporta Kyle e viene spesso sgridato da Theo. Si capisce che la creazione del loop temporale è opera sua, infatti dopo un disastroso giorno di scuola è salito sul suo skate e si è scontrato con Theo. È doppiato da Lyon Smith in originale e da Alex Polidori in italiano.
- Theodore Merton Jr.[1]: appare come l'opposto di Luc. Innamorato di Gwyn, è molto intelligente e spesso fa dei calcoli sul suo tablet. Sgrida spesso Luc. È doppiato da Kevin Duhaney in originale e da Manuel Meli in italiano.

### Altri personaggi
- Gwyn (detta anche Gwyneth in originale) Sanders: è una ragazza dai capelli rosa che porta gli occhiali. È un po' trasandata e sporcacciona, infatti nell'episodio Il club dei geni sporca il suo flauto con il muco dopo averlo suonato col naso. Come visto negli episodi La pomata anti-invecchiamento e Un tenero pulcino, adora i pulcini e i bebè. Non riesce a dire il nome di Theo e ha una cotta per Luc. È doppiata da Denise Oliver in originale e da Emanuela Ionica in italiano.
- Applecrab: è il preside della scuola di Luc e Theo. Porta gli occhiali e un maglione verde di lana. Nell'episodio La pomata anti-invecchiamento, Applecrab diventa un mago, anche se si rivela una frana. È doppiato da Darren Frost in originale e da Oreste Baldini in italiano.
- Jesse: è il bullo della scuola, miglior nemico di Luc e Theo. È molto irascibile, ma si mostra gentile nei confronti degli animali. Ha costruito la famigerata "peto-cassa" principalmente per contenere i "fantasmi puzzoni", che di tanto in tanto usa per torturare i compagni di scuola come Luc e Theo. È doppiato da Scott Gorman in originale e da Alessio Puccio in italiano.
- Johannes "Jan": (chiamato Jan Itor in inglese) è il bidello della scuola, nonché ex-wrestler. Ha una grande passione per i burrito al gulasch. Jan fa anche una breve apparizione nell'episodio Amore robotico e all'inizio dell'episodio Gioco di ruolo. Parla in terza persona. È doppiato da Alberto Bognanni in italiano.
- Kyle Bush: è il ragazzo più popolare della scuola e ha i capelli rossi. Kyle è molto gentile con tutti, anche con Luc, che tuttavia sembra provare molto odio nei suoi confronti. Non viene quasi mai colpito dalle pallonate di Jesse. È doppiato da Adam Cawley in originale e da Jacopo Castagna in italiano.
- Lester: è un ragazzo moro con gli occhiali che sta sempre chiuso nel suo armadietto a giocare con il suo tablet. Nella puntata Gioco di ruolo interpreta il ruolo di un supereroe. È doppiato da Mark Edwards in originale e da Simone Veltroni in italiano.
- Zuccotto: è un ragazzo biondo con un cappello in testa. È trasandato come Gwyn e ne si ha prova nell'episodio La mosca-Theo dove si mette il cerume nel naso. È doppiato da Mattia Nissolino in italiano.
- Sarah: è la più bella ragazza della scuola. È taciturna e comunica inviando dei messaggi a Kelly e Killy, le sue "schiavette". La sua più grande paura è quella di essere ignorata. È doppiata da Alyson Court in originale e da Giulia Franceschetti in italiano.
- Kelly e Kelli: sono le "schiavette" di Sarah. Sono entrambe doppiate da Stephanie Lynn Robinson in originale da Rachele Paolelli in italiano.
- Claire: è la babysitter di Luc. È una pessima guidatrice e quando le capita un incidente in auto cerca sempre di inventare scuse. È doppiata da Athena Karkanis in originale e da Eleonora Reti in italiano.
- Lessard: è l'insegnante di ginnastica della scuola di Luc e Theo. Gira sempre a bordo di una golf cart. È doppiato da Seán Cullen in originale e da Saverio Indrio in italiano.
- Amy: è una ragazza molto intelligente che compare solo in pochi episodi. È doppiata da Stacey DePass in originale e da Veronica Puccio in italiano.

### Personaggi secondari
- Zap è un cane molto intelligente e l'aiutante di Colpo Kaboom. Quest'ultimo non compare ma viene nominato e impersonato da Luc e Theo negli episodi Litigi tra eroi, Libertà per Zap e Calvo e bello.
- Aliana è un'aliena rosa con un occhio solo. Luc è innamorato di lei. Compare negli episodi Gioco di ruolo e Il burrito spaziale.
- Wilt Doover è il fondatore di Port Doover. È una parodia di Walt Disney.
- McGo e Spritz sono gli "sbirri del tempo" e sono le controparti adulte, rispettivamente, di Theo e Luc. Compaiono per la prima volta nell'episodio Tempo scaduto e successivamente anche nell'episodio Gli sbirri del tempo.
- Leonard Wexler-Moltmann è un inventore del 1882 e il bisbisnonno di Luc e Theo. Ha i capelli come quelli di Luc ma porta gli occhiali come Theo. Compare per la prima volta nell'episodio Il varco temporale, dove viene visto dai suoi propri nipoti vendere una sua invenzione del 1886, le "scarpette di Leo". Fa anche un piccolo cameo all'inizio dell'episodio Tempo scaduto, dove viene catturato dagli sbirri del tempo.

## Trasmissione e diffusione
La serie fu trasmessa in Canada su Teletoon dal 14 settembre 2014 al 16 agosto 2016, mentre in Italia, dall'11 maggio 2015, su K2.

## Episodi
1. Non mi prendi! (Dodge This!) / La mosca-Theo (Theo Fly)
2. Amore robotico (She's All Bot!) / Il dorato mondo del cinema (All Things Being Sequel)
3. Il dolce Luc (4 out of 5 Dentists Prefer the Loop) / Il panino disgustoso (Sickwich)
4. Il nuovo preside (There's a New Principal in Town) / Sempre più intelligente (Getted Smart)
5. L'acchiappa puzze (Fart Busters) / Il mostro dell'armadio (Monster Stink)
6. La sfida di magia (Applecrab-Dabra) / Il tablet rubato (Monday Circles)
7. I paladini dei deboli (The Replacements) / Lo stuntman (Luc at Me!)
8. Il giorno perfetto (Loop It Forward) / Un tenero pulcino (Chick Magnet)
9. Il club dei geni (The Gifted Class) / Litigi tra eroi (Sooper Loopers)
10. L'isola di Torta (Birthday Cake Island) / Libertà per Zap (Zap's Day Off)
11. L'epidemia del singhiozzo (Port Fear) / Jan tornado (Jan-Itor-Nado)
12. La pomata anti-invecchiamento (Baby Daddy) / Punteggio record (Wizard of Wacker Maze)
13. Saranno famosi (11 Minutes to Lame) / Gioco di ruolo (Larping in the Loop)
14. Il burrito spaziale (Space Burrito) / La bambola rubata (Ronnie Trasco)
15. Il braccio bionico (Badmerton to the Bone) / Uno show fantastico (Loop – There It Is!)
16. Calvo e bello (Bald Is Beautiful) / Un gioco da nerd (Nerdnesia)
17. La corsa su strada (Oiled Thunder) / I capelli di Kyle (Reverse Mermaid)
18. Odio le torte (Fallout Room Boy) / Il razzo del futuro (Rocket to Tomorrow)
19. Immune ai vampiri (Re-Vamp) / Famosi a tutti i costi (Release the Krakenfoot!)
20. Le vie del ninja (Ninjitsu for Beginners) / Nei panni di Kyle (A Kyle in His Shoes)
21. La balena-piranha (Moby Piranha) / Sempre in vacanza (Loopy Loops)
22. Il varco temporale (A Glitch in Time) / Tempo scaduto (Out of Time!)
23. Il museo delle stranezze (Plight at the Museum) / Un finale deludente (The Exciting Conclusion)
24. La super pianta (Power Plant) / Gli sbirri del tempo (Back in the Saddle)
25. Il circuito dell'amore (Glitch Girl) / Un futuro causale (A Fortuitous Future)
26. L'ultimo lunedoggi - Parte 1 (Part 1 of a Balanced Breakfast) / L'ultimo lunedoggi - Parte 2 (Part 2 of a Balanced Breakfast)